# Idioma marik
Marik o Ham, es una lengua austronesia hablada por 3500 personas en 10 aldeas alrededor del río Gogol en la provincia de Madang, Papúa Nueva Guinea.